# Ботанічний сад Данідіна

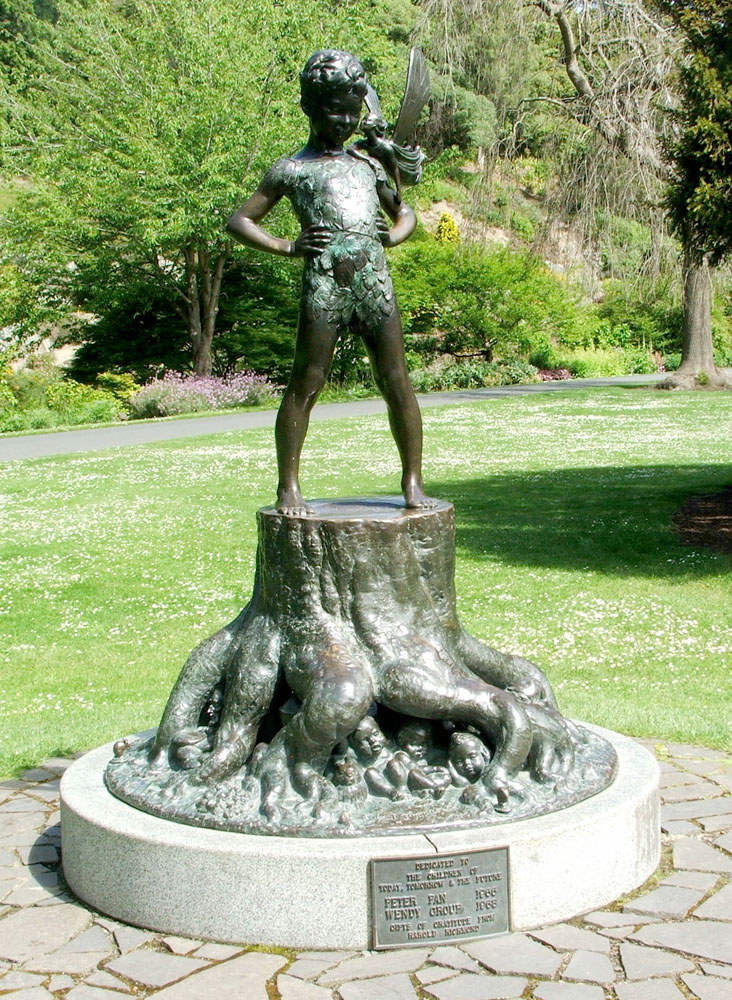
Статуя Пітера Пена у ботанічному саду

Ботанічний сад Данідіна (англ. Dunedin Botanic Garden) — ботанічний сад у місті Данідін (регіон Отаго, Нова Зеландія).

## Загальні відомості
Ботанічний сад знаходиться на півночі центральної частини міста недалеко від університету Отаго. Розташований на відрогах Сигнального пагорбу і на річкової рівнині відразу під ним. Ці дві частини саду відомі як верхній та нижній сад. Нижній сад лежить на висоті близько 25 метрів; верхній — на висоті до 85 метрів над рівнем моря.
Ботанічний сад був створений у 1863 році на тому місці, де зараз університет Отаго. Після великої повені у 1868 році сад був переміщений на нинішнє місце у 1869 році.

## Колекція
На площі 30,4 га у ботанічному саду росте 6800 видів рослин.
Ботанічний сад включає наступні відділи:
- Альпійський будинок, де росте багато цікавих рослин, у тому числі Fritillaria, Arisaema і Haemanthus.
- Дендрарій
- Колекція камелій
- Сад Клайва Лістера
- Зимовий сад
- Сад трав'янистих рослин
- Сад місцевих рослин
- Сад рододендронів
- Гірський сад
- Розарій
- Водний сад

## Галерея

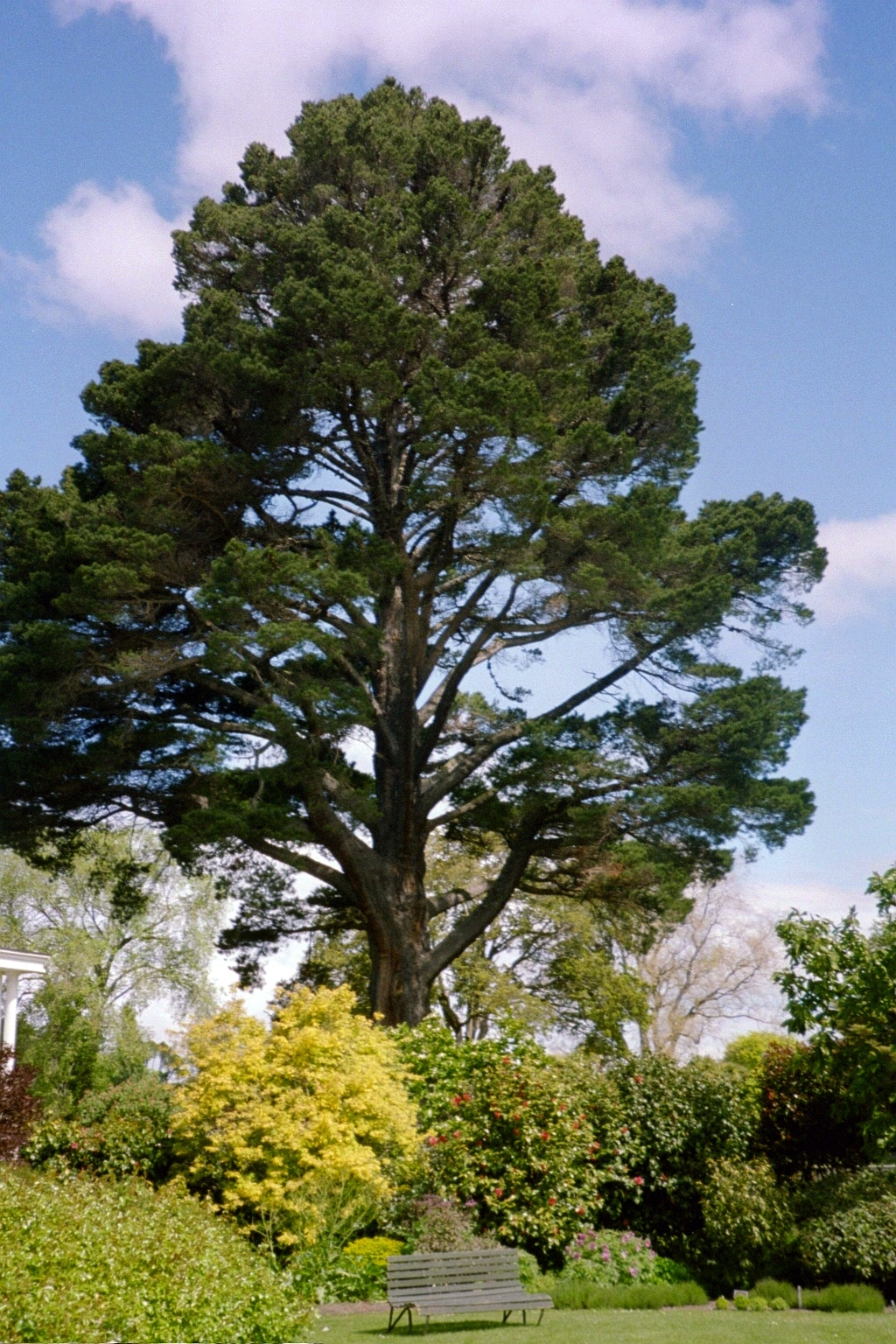
У ботанічному саду
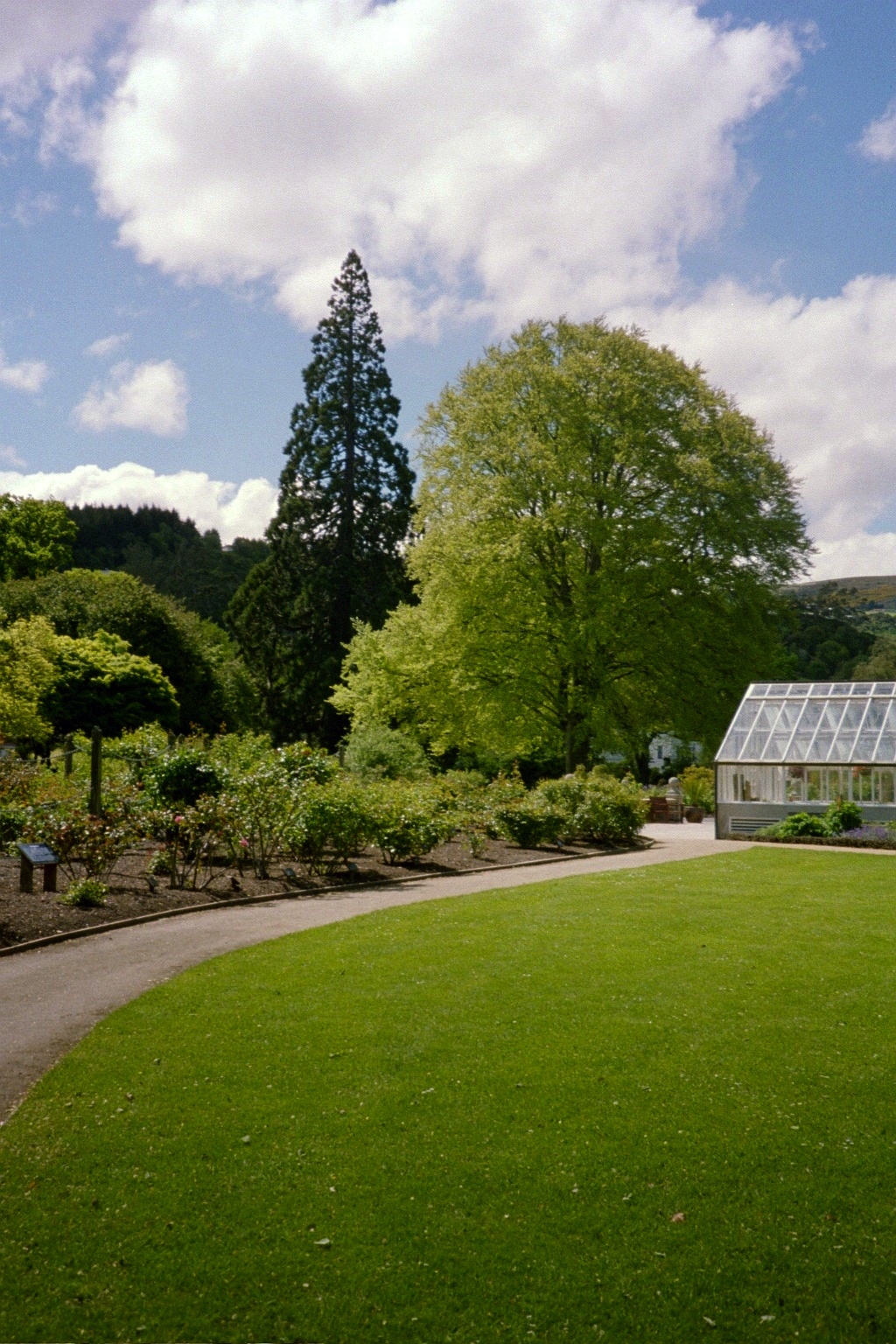
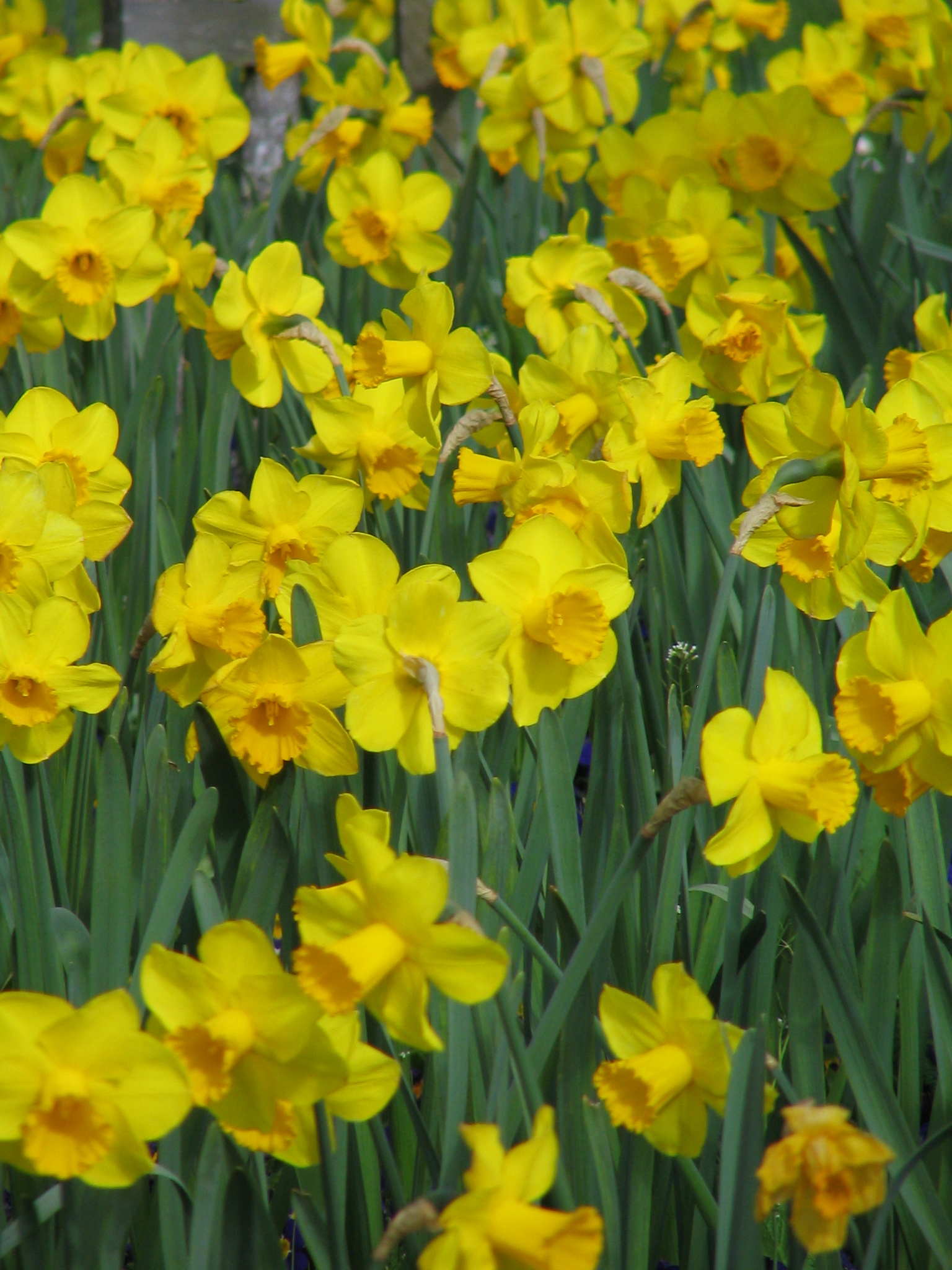
Нарциси
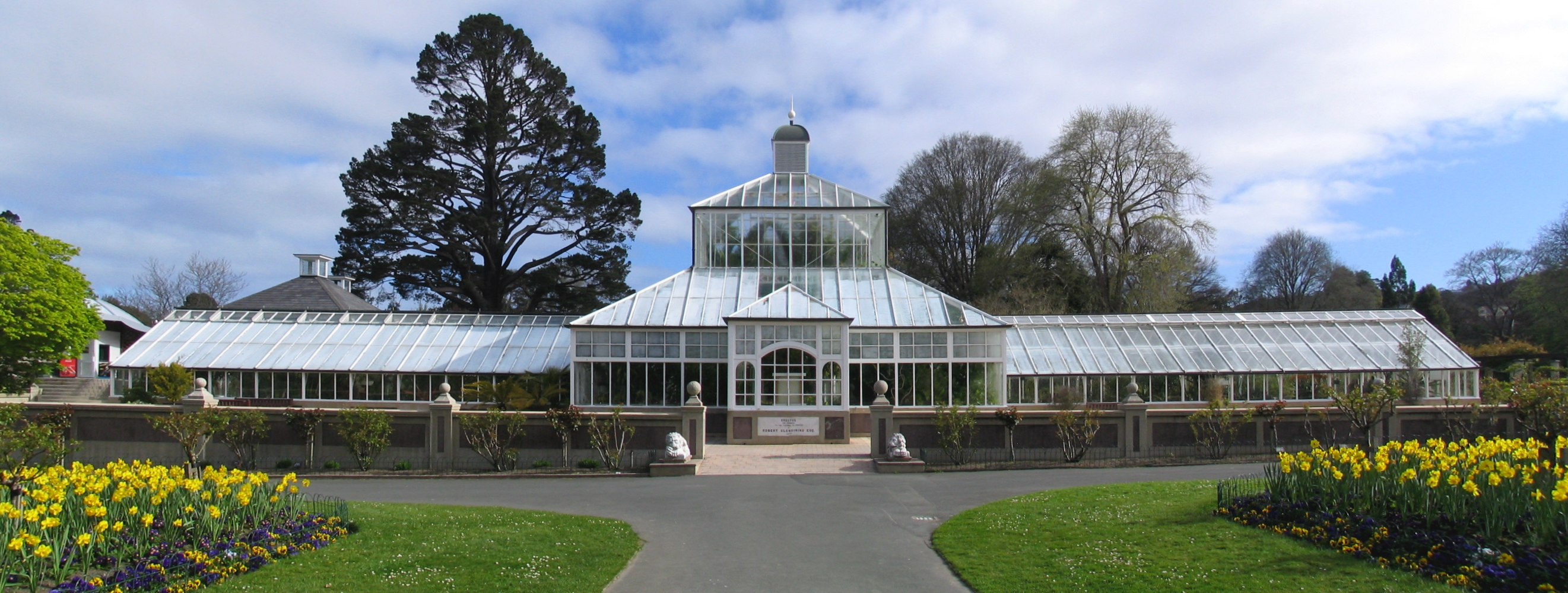
Оранжерея
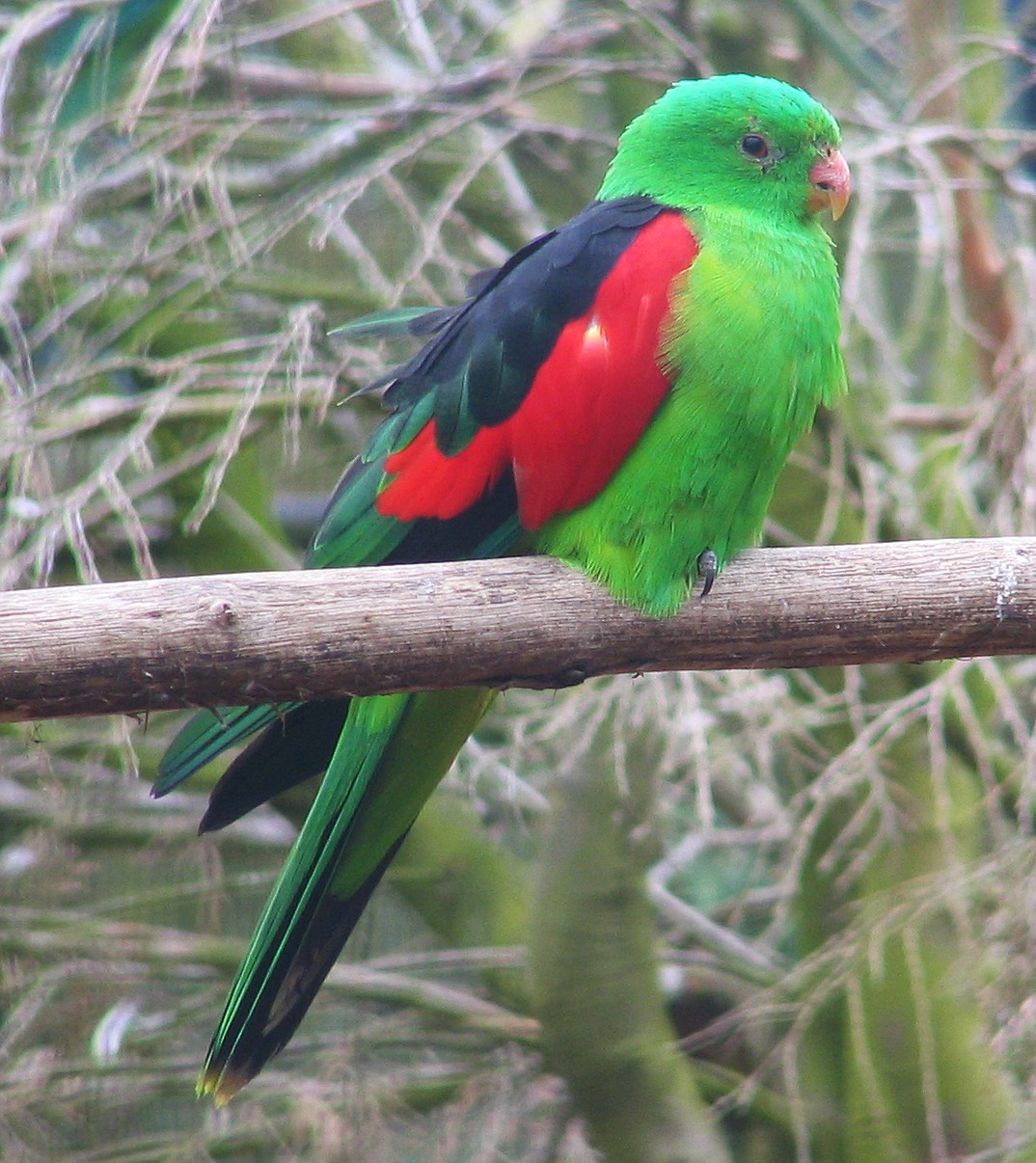
Aprosmictus erythropterus
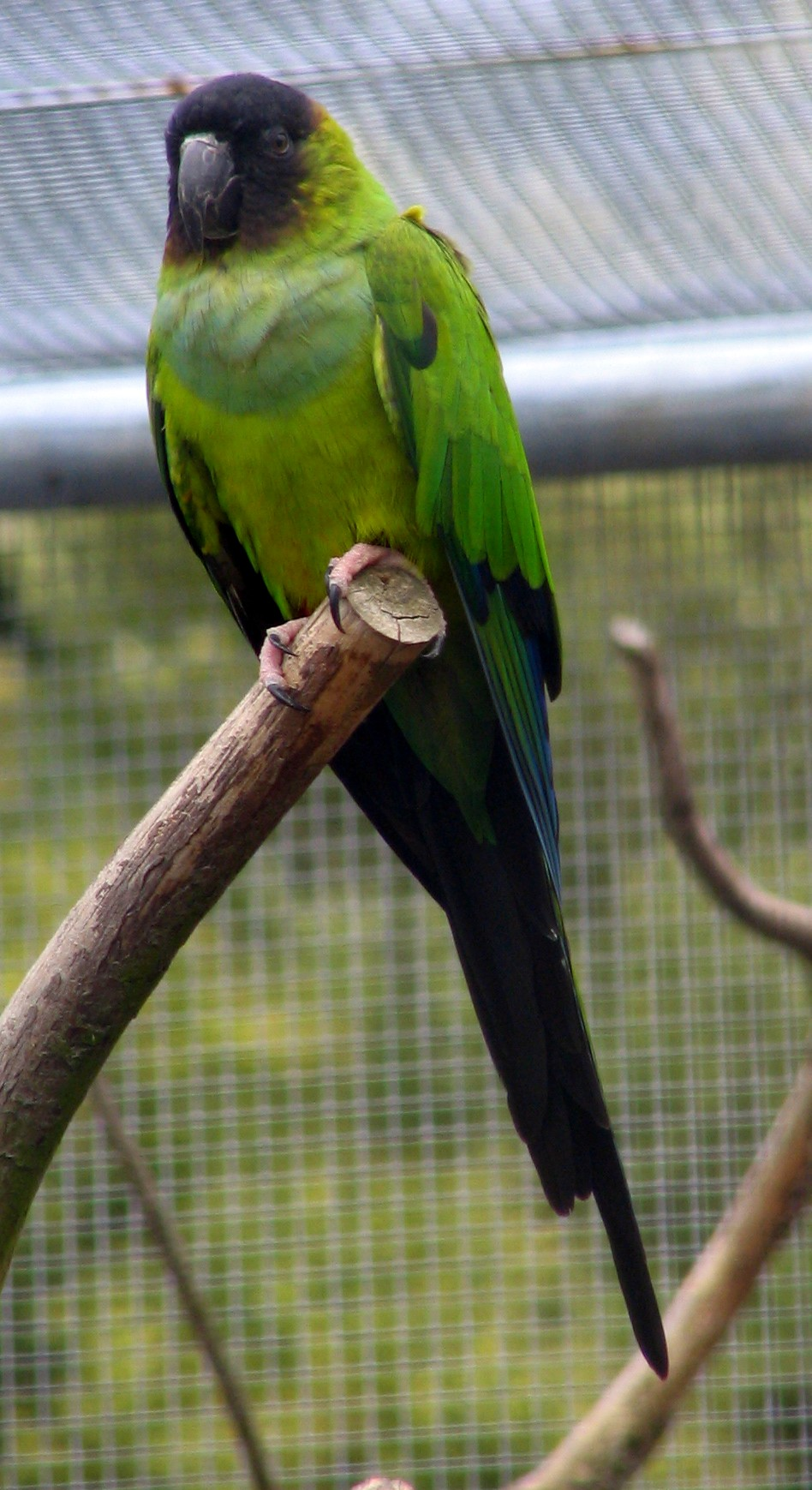
Nandayus nenday